# Canal Rural
Canal Rural es un canal de televisión por suscripción latinoamericano de origen argentino dedicado a la producción del campo, agroindustria y alimentos. Tiene noticieros en vivo, con información propia y redactada por especialistas nacionales e internacionales, notas técnicas, de economía y mercados, documentales y todo sobre la vida rural.
Transmite para Argentina, Bolivia, Chile, Colombia, Ecuador, Perú, Paraguay y Uruguay. Es operado por IESA, propiedad del fondo «34 South Media LLC». 
En agosto de 2014, durante su compadecimiento ante la Ley de Servicios de Comunicación Audiovisual, el Grupo Clarín decide vender sus acciones pertenecientes a la empresa IESA (Inversora de Eventos S.A.). Fueron vendidas al fondo inversor norteamericano 34 South Media LLC. Antes de su venta, el canal fue agregado a IESA, propiedad hasta entonces de Artear.

## Programación
- Siembra y cosecha
- Mercadovisión
- Procampo
- Producción
- Salta agropecuaria
- Riquezas del litoral
- A corral
- Uruguay productivo
- Campo de precisión
- Agenda ganadera
- Corrientes Coe' Mbotá
- Entre surcos y corrales
- Costumbres rurales
- Actualidad agropecuaria
- Palabra rural
- Rafaela rural
- Por el campo
- Tecnificando el agro
- Palabra de productor
- Agroverdad
- Chacarero
- Estancias argentinas
- Emprendimientos
- Ganadería con todos
- Alimentos y regiones
- Santiago rural
- Mercado frutihortícola
- Aromas del terruño
- Patagonia sur sur
- Córdoba rural
- Solo campo
- Semanario de Cuyo
- El país de las estancias
- Vademécum veterinario
- San Francisco y la región
- Saber rural
- El campo, la industria verde
- El sentir patagónico
- El estado que viene
- Terra Chaco
- Río Cuarto Agro
- Una mirada al campo
- Leyes naturales
- Patagonia rural
- Paraguay rural
- Campo abierto
- Panorama agropecuario